# North Wilkesboro Speedway

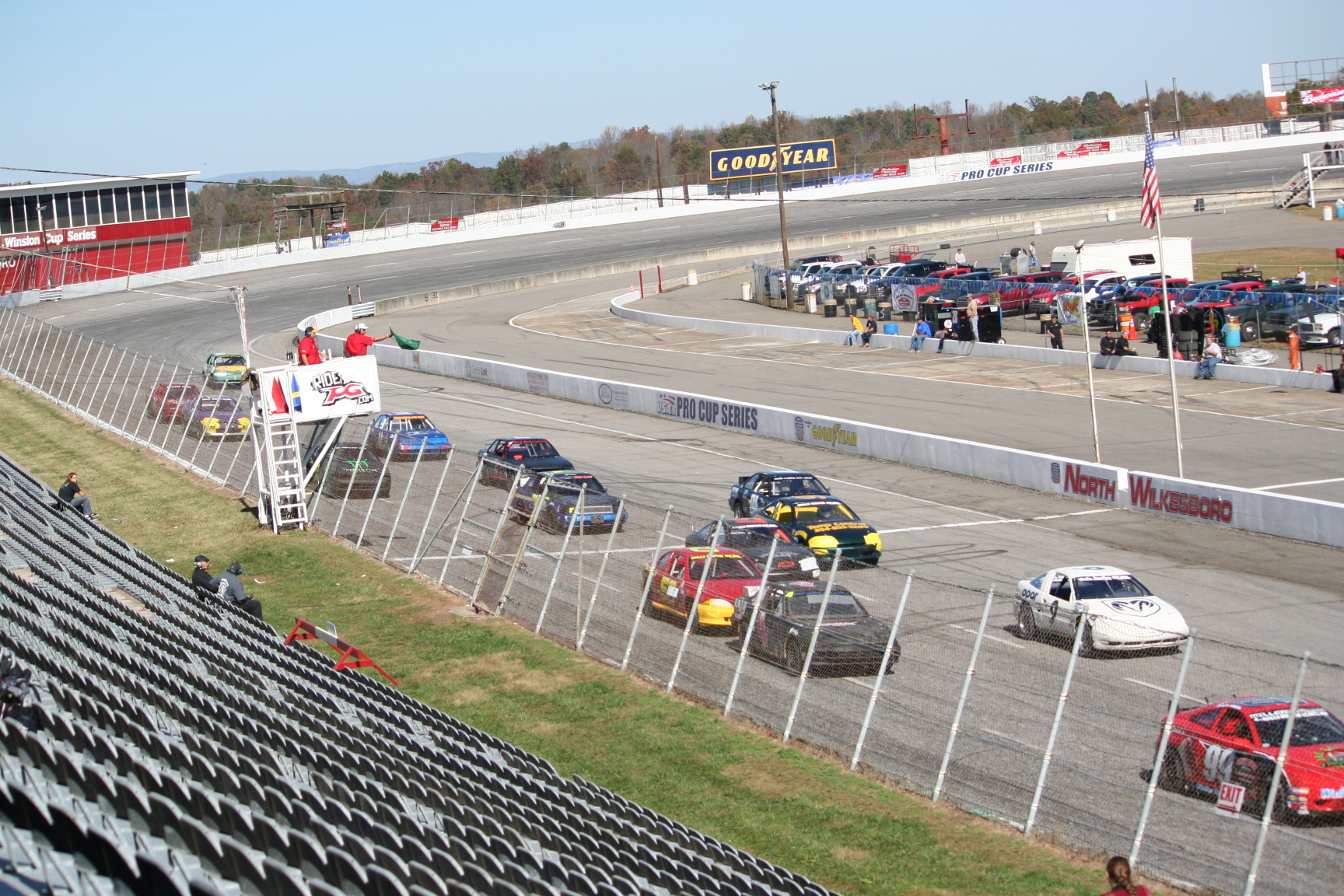
North Wilkesboro Speedway.

North Wilkesboro Speedway es un óvalo situado en la ciudad de North Wilkesboro, Carolina del Norte, Estados Unidos, que albergó carreras de las tres divisiones nacionales de NASCAR. Fue inaugurado en el año 1947 y pavimentado en 1957.
Originalmente con una longitud de 0,5 millas (805 metros) en su primer año, North Wilkesboro tenía una extensión de 0.625 millas (1006 metros) de longitud. Las curvas tenía un peralte de 14 grados y las rectas de 3 grados.
La Copa NASCAR visitó dos veces por año hasta la temporada 1996: en marzo o abril y en septiembre u octubre. Las carreras se disputan desde 1951 y 1949 respectivamente; desde 1961 y 1963 duraban 400 vueltas, equivalentes a 250 millas (402.3 km).
En tanto que la NASCAR Busch Series visitó dos veces en 1983 y una vez en 1984 y 1985. La NASCAR Truck Series sirvió de categoría telonera a la Copa NASCAR en otoño en 1995 y 1996.
La pista fue cerrada en 1996, después de la última carrera de NASCAR. En ese mismo año, la compañía Speedway Motorsports, Inc. compró el 50% del interés en North Wilkesboro Speedway junto con Bob Bahre de New Hampshire International Speedway (ahora New Hampshire Motor Speedway). SMI trasladó la primera fecha de North Wilkesboro a una fecha en Texas Motor Speedway y Bob Bahre trasladó la segunda fecha a su circuito. En 2007, SMI compró NHIS y parte de la compra resultó en que SMI logrará ser absoluto propietario North Wilkesboro Speedway.
Fue reabierto en 2010 y recibió carreras de series menores de stock cars y late models, antes de cerrar nuevamente un año después.
Nuevamente fue reabierto a mediados de 2022, con serie de carreras locales. En septiembre de 2022, se anunció que la Carrera de las Estrellas de NASCAR del año siguiente se realizará en North Wilkesboro.

## Resultados
| Año  | Copa NASCAR      | Copa NASCAR | Copa NASCAR        | Copa NASCAR        | Busch Series | Busch Series | Truck Series |
| Año  | Marzo/abril      | Marzo/abril | Septiembre/octubre | Septiembre/octubre | Abril        | Septiembre   | Truck Series |
| ---- | ---------------- | ----------- | ------------------ | ------------------ | ------------ | ------------ | ------------ |
| 1949 |                  |             | Bob Flock          | Oldsmobile         |              |              |              |
| 1950 |                  |             | Leon Sales         | Plymouth           |              |              |              |
| 1951 | Fonty Flock      | Oldsmobile  | Fonty Flock        | Oldsmobile         |              |              |              |
| 1952 | Herb Thomas      | Hudson      | Herb Thomas        | Hudson             |              |              |              |
| 1953 | Herb Thomas      | Hudson      | Speedy Thompson    | Oldsmobile         |              |              |              |
| 1954 | Dick Rathman     | Hudson      | Hershel McGriff    | Oldsmobile         |              |              |              |
| 1955 | Buck Baker       | Oldsmobile  | Buck Baker         | Ford               |              |              |              |
| 1956 | Tim Flock        | Chrysler    | -                  | -                  |              |              |              |
| 1957 | Fireball Roberts | Ford        | Jack Smith         | Chevrolet          |              |              |              |
| 1958 | Junior Johnson   | Ford        | Junior Johnson     | Ford               |              |              |              |
| 1959 | Lee Petty        | Oldsmobile  | Lee Petty          | Plymouth           |              |              |              |
| 1960 | Lee Petty        | Plymouth    | Rex White          | Chevrolet          |              |              |              |
| 1961 | Rex White        | Chevrolet   | Rex White          | Chevrolet          |              |              |              |
| 1962 | Richard Petty    | Plymouth    | Richard Petty      | Plymouth           |              |              |              |
| 1963 | Richard Petty    | Plymouth    | Marvin Panch       | Ford               |              |              |              |
| 1964 | Fred Lorenzen    | Ford        | Marvin Panch       | Ford               |              |              |              |
| 1965 | Junior Johnson   | Ford        | Junior Johnson     | Ford               |              |              |              |
| 1966 | Jim Paschal      | Plymouth    | Dick Hutcherson    | Ford               |              |              |              |
| 1967 | Darel Dieringer  | Ford        | Richard Petty      | Plymouth           |              |              |              |
| 1968 | David Pearson    | Ford        | Richard Petty      | Plymouth           |              |              |              |
| 1969 | Bobby Allison    | Dodge       | David Pearson      | Ford               |              |              |              |
| 1970 | Richard Petty    | Plymouth    | Bobby Isaac        | Dodge              |              |              |              |
| 1971 | Richard Petty    | Plymouth    | Tiny Lund          | Chevrolet          |              |              |              |
| 1972 | Richard Petty    | Plymouth    | Richard Petty      | Plymouth           |              |              |              |
| 1973 | Richard Petty    | Dodge       | Bobby Allison      | Chevrolet          |              |              |              |
| 1974 | Richard Petty    | Dodge       | Cale Yarborough    | Chevrolet          |              |              |              |
| 1975 | Richard Petty    | Dodge       | Richard Petty      | Dodge              |              |              |              |
| 1976 | Cale Yarborough  | Chevrolet   | Cale Yarborough    | Chevrolet          |              |              |              |
| 1977 | Cale Yarborough  | Chevrolet   | Darrell Waltrip    | Chevrolet          |              |              |              |
| 1978 | Darrell Waltrip  | Chevrolet   | Cale Yarborough    | Oldsmobile         |              |              |              |
| 1979 | Bobby Allison    | Ford        | Benny Parsons      | Chevrolet          |              |              |              |
| 1980 | Richard Petty    | Chevrolet   | Bobby Allison      | Ford               |              |              |              |
| 1981 | Richard Petty    | Buick       | Darrell Waltrip    | Buick              |              |              |              |
| 1982 | Darrell Waltrip  | Buick       | Darrell Waltrip    | Buick              |              |              |              |
| 1983 | Darrell Waltrip  | Chevrolet   | Darrell Waltrip    | Chevrolet          | Sam Ard      | Tommy Ellis  |              |
| 1984 | Tim Richmond     | Pontiac     | Darrell Waltrip    | Chevrolet          |              | Sam Ard      |              |
| 1985 | Neil Bonnett     | Chevrolet   | Harry Gant         | Chevrolet          | Jack Ingram  |              |              |
| 1986 | Dale Earnhardt   | Chevrolet   | Darrell Waltrip    | Chevrolet          |              |              |              |
| 1987 | Dale Earnhardt   | Chevrolet   | Terry Labonte      | Chevrolet          |              |              |              |
| 1988 | Terry Labonte    | Chevrolet   | Rusty Wallace      | Pontiac            |              |              |              |
| 1989 | Dale Earnhardt   | Chevrolet   | Geoff Bodine       | Chevrolet          |              |              |              |
| 1990 | Brett Bodine     | Buick       | Mark Martin        | Ford               |              |              |              |
| 1991 | Darrell Waltrip  | Chevrolet   | Dale Earnhardt     | Chevrolet          |              |              |              |
| 1992 | Davey Allison    | Ford        | Geoff Bodine       | Ford               |              |              |              |
| 1993 | Rusty Wallace    | Pontiac     | Rusty Wallace      | Pontiac            |              |              |              |
| 1994 | Terry Labonte    | Chevrolet   | Geoff Bodine       | Ford               |              |              |              |
| 1995 | Dale Earnhardt   | Chevrolet   | Mark Martin        | Ford               | Mike Bliss   |              |              |
| 1996 | Terry Labonte    | Chevrolet   | Jeff Gordon        | Chevrolet          | Mark Martin  |              |              |